# 마셜 B. 웹
마셜 브래들리 웹(영어: Marshall Bradley Webb, 1961년 11월 27일~)은 미국의 전직 군인이다. 브래드 웹(영어: Brad Webb)으로도 알려져 있으며 NATO 특수 작전 부대 본부 사령관, 미 공군 특수 작전 사령부 사령관과 항공 교육 및 훈련 사령부 사령관을 역임하고 최종 계급 중장으로 전역했다. 합동특수작전사령부 부사령관을 역임할 당시 2011년 오사마 빈라덴 사살 작전에 참여했으며, 백악관 상황실에서 버락 오바마 대통령 옆에 앉아 작전을 지휘했다. 이후 미국 공군 특수작전사령부의 계획, 프로그램, 요구 사항 및 평가 책임자를 역임했다.

## 군 경력

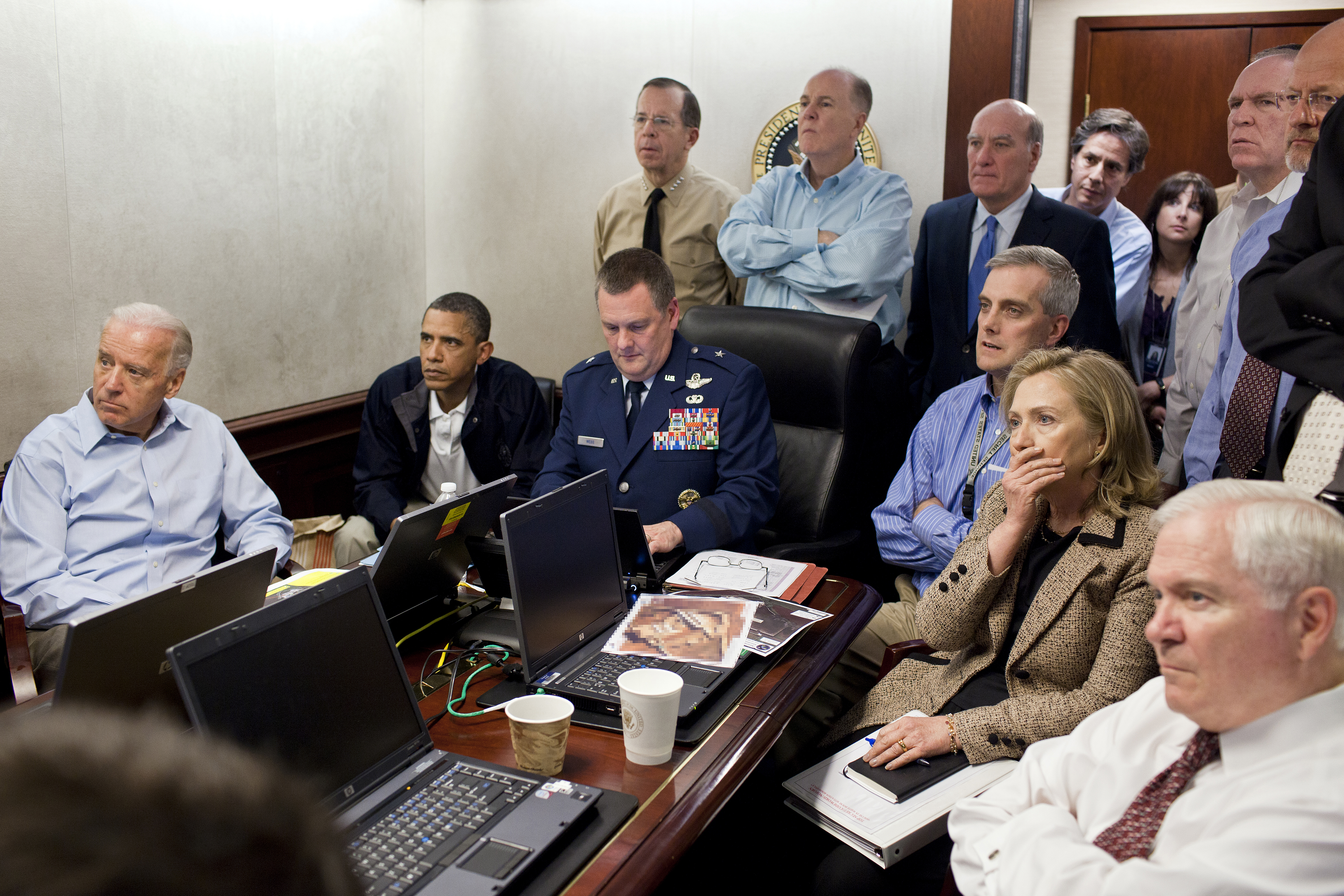
드론으로 촬영된 오사마 빈라덴 사살 임무에 관한 정보를 노트북으로 지켜보고 있는 웹

웹은 텍사스 주 오스틴에서 유년 시절을 보냈으며, 아프가니스탄, 이라크, 보스니아에서 117시간의 전투 시간을 포함해 3,700시간 이상의 비행 시간(주로 헬리콥터 탑승)을 수행했다. 웹은 이후 제20특수작전대대, 제352특수작전단, 제1특수작전단, 제23공군을 지휘했다. 또한 참모로서 합동특수작전사령부 및 국방부 장관실 (정책)에서 근무했다.
2019년 5월 웹은 항공 교육 및 훈련 사령부의 차기 사령관으로 지명되었다.
웹은 2022년 6월 30일 공군에서 퇴역했다